# Thor Steinar
Thor Steinar és una marca de roba alemanya fabricada per Thor Steinar Mediatex GmbH, una filial d'International Brands General Trading, una empresa amb seu a Dubai.
A Alemanya, la marca és considerada estretament associada al neonazisme per la Verfassungschutz de l'estat de Brandenburg. Als mitjans alemanys, la marca és anomenada sovint i se'n destaca aquesta associació política. Portar roba de Thor Steinar està expressament prohibit al Bundestag, als Landtages de Mecklenburg-Vorpommern i de Saxònia, i en diversos estadis de futbol.

## Història
La marca va ser registrada com a marca registrada per Axel Kopelke l'octubre de 2002 i va ser fabricada per Mediatex GmbH. El març de 2009, Mediatex va vendre la marca a International Brands General Trading, una empresa amb seu a Dubai.

## Polèmica

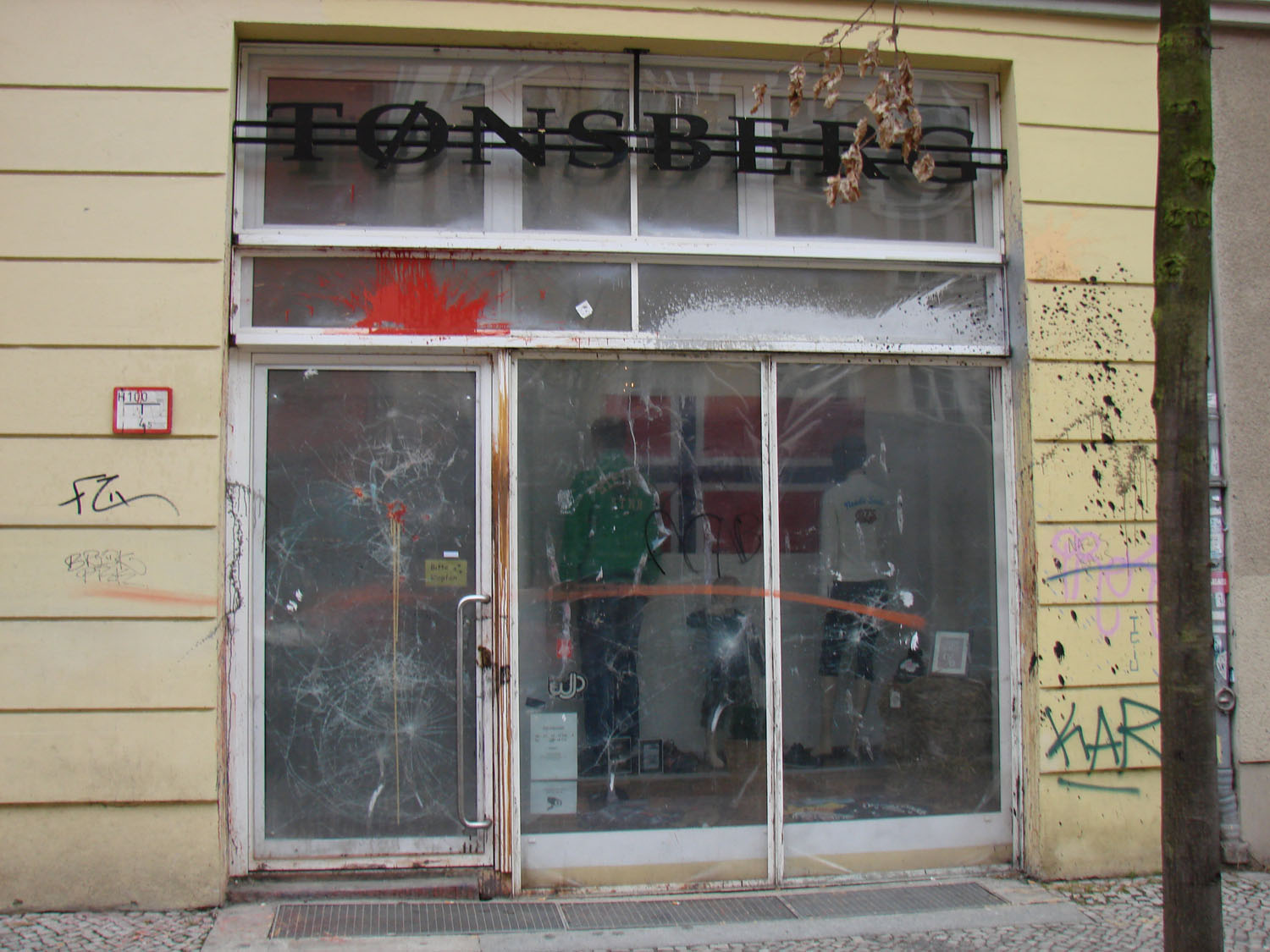
Botiga Tønsberg a Berlín Mitte: la façana mostra marques d'atacs amb bombes de pintura i està protegida per vidre acrílic.

Des de la creació de Thor Steinar, l'empresa ha utilitzat dos logotips. Gran part de la controvèrsia sobre l'etiqueta de roba gira al voltant del seu primer logotip, que presenta una combinació d'una runa *tiwaz i una runa *sowilo⁣: les runes es van combinar de tal manera que una part del logotip es va fer molt semblant a la càrrega heràldica wolfsangel que fan servir algunes organitzacions amb connexions neonazis. També va ser usat pels nazis com l'exemplificaven les insígnies de la 2a Divisió Panzer SS Das Reich. A més hi ha certa semblança amb la insígnia del Schutzstaffel. Els fabricants de la marca Thor Steinar van rebutjar aquesta interpretació de l'antic logotip.
El seu segon logotip és una runa Gyfu, semblant en aparença a un Saltire, i no ha causat controvèrsia. Aquesta runa és coneguda com un símbol apolític donada la seva relació històrica amb la mitologia precristiana.
Sovint les botigues de Thor Steinar han estat atacades amb pedres o bombes de pintura.

### Alemanya
A Alemanya, l'exposició pública de símbols associats als nazis, la negació de l'Holocaust i la glorificació d'⁣Adolf Hitler són il·legals. Malgrat això, l'⁣Oficina Federal per a la Protecció de la Constitució, que recull informació interna per al govern, valora el nombre de participants actius del moviment d'extrema dreta al voltant de 40.000.
Diverses autoritats i organitzacions, inclosa Brandenburg Verfassungsschutz, han identificat el fet de portar roba de Thor Steinar com un dels indicis de pertinença a la subcultura d'⁣extrema dreta.
Està prohibit portar aquesta etiqueta de roba al Bundestag alemany i als Landtags de Mecklenburg-Vorpommern i Saxònia. A més, diversos clubs de futbol com el Tennis Borussia Berlin, Borussia Dortmund, Werder Bremen, Hamburger Sport Verein i Hertha BSC prohibeixen portar l'etiqueta als seus estadis. Amazon va deixar de vendre la marca el 2009. Tot i això, Amazon ha estat criticat des d'aleshores per haver fet servir guàrdies de seguretat interna amb connexions d'extrema dreta, que portaven la mateixa roba.

### Noruega
Diversos dissenys de Thor Steinar han tingut banderes noruegues i noms noruecs, com Trondheim, Nordfjord, Nordstrand o Bergen. Les botigues oficials que venen la roba també porten el nom de la ciutat noruega més antiga, Tønsberg. El govern va presentar una queixa contra l'ús de la bandera noruega el febrer de 2008. La denúncia legal, però, va fracassar i és poc probable que es faci un segon intent. L'Ambaixada de Noruega, l'Oficina d'Afers Exteriors de Noruega van ser informades per Mediatex, l'empresa que hi ha darrere de la marca Thor Steinar, el 6 de desembre de 2007 que les futures col·leccions que comencen i que inclouen la col·lecció de primavera i estiu de 2008 deixaran d'utilitzar el símbol nacional de Noruega. L'empresa va emetre un comunicat en resposta al problema.

### Botiga Brevik
Fins a 2008, la cadena va operar una botiga anomenada Brevik, per a la ciutat de Brevik a Telemark. El febrer de 2012 Thor Steinar va obrir una nova botiga a Chemnitz també amb el nom de Brevik. La seva similitud amb el cognom d'⁣Anders Behring Breivik (que va cometre els atemptats a Noruega del 22 de juliol de 2011) juntament amb la seva política d'extrema dreta va provocar la protesta pública i les autoritats locals van intentar tancar la botiga. Finalment, la botiga va ser rebatejada a Tønsberg el març de 2012.